# NGC 2595
NGC 2595 (другие обозначения — UGC 4422, IRAS08247+2138, MCG 4-20-62, 3ZW 59, ZWG 119.109, NPM1G +21.0182, PGC 23725) — спиральная галактика с перемычкой (SBc) в созвездии Рак.
Этот объект входит в число перечисленных в оригинальной редакции «Нового общего каталога».
В галактике вспыхнула сверхновая SN 1999aa типа Ia, её пиковая видимая звездная величина составила 15,5.
Галактика NGC 2595 входит в состав группы галактик NGC 2595. Помимо NGC 2595 в группу также входят ещё 9 галактик.